# Cavese 1919
Unione Sportiva Dilettantistica Cavese 1919 – włoski klub piłkarski z siedzibą w Cava de’ Tirreni, założony w 1919 roku.

## Historia

### Lata 1919–1925
Zespół został założony w 1919 roku jako Unione Sportiva Cavese i zagrał swój pierwszy mecz przeciwko Salernitana, mecz zakończył się zwycięstwem Aquilotti 3-2. W 1922 zespół połączył się z Libertas Sporting Club, innym lokalnym zespołem, w celu stworzenia jednego dużego klubu. W tym samym roku zespół został przyjęty do pierwszej Dywizji (odpowiednik dzisiejszej Serie A).
Po dziesięciu latach, w 1937 roku, S.S. Cavese 1919 awansował do zmienionej pierwszej Dywizji (obecnie 4 liga włoska). W 1948 z powodu problemów finansowych Cavese spadł do Serie C. W 1964 roku klub ponownie awansował do Serie D pomimo 3 pkt. odjętych przed sezonem. W 1974 S.S. Cavese 1919 doszło do fuzji z Cavese Pro Salerno z Serie D zmieniając nazwę na Pro Cavese. Cztery lata później drużyna awansowała do Serie C pod nazwą S.S. Cavese 1919.  W 1981, Cavese zdobyło swój pierwszy awans do Serie B, gdzie zakończyło ligę na piętnastym miejscu. W sezonie 1982/1983 Cavese awansowało do Serie A i zakończyło tam rywalizację na 6. miejscu. Beniaminek pokonał w swoim pierwszym sezonie A.C. Milan na stadionie San Siro 1-2.  W kolejnych sezonach Cavese spadła do niższych rozgrywek, aż do Serie C1. W 1991 roku drużyna została rozwiązana.
W 2002 roku nastąpiła reaktywacja drużyny. W sezonie 2005/2006 awansowała do Serie C1, gdzie zajęli trzecie miejsce i walczyli w barażach z Foggią. Pierwszy mecz wygrali 5-2 by w meczu rewanżowym na boisku rywala przegrać 3-1 i stracić możliwość awansu.

## Znani zawodnicy
- Virgilio Levratto
- Gianluca Signorini